# Euaspa formosana
Euaspa formosana är en fjärilsart som beskrevs av Shuhei Nomura 1931. Euaspa formosana ingår i släktet Euaspa och familjen juvelvingar. Inga underarter finns listade i Catalogue of Life.